# كاثرين كولز
كاثرين كولز (بالإنجليزية: Katharine Coles)‏ (أغسطس 1959)؛ كاتِبة، شاعرة وروائية أمريكية. درست في جامعة واشنطن.